# Bārīkeh-ye Şādeqī
Bārīkeh-ye Şādeqī (persiska: باریکۀ صادقی, Bārīkeh-ye Şādeq) är en ort i Iran.   Den ligger i provinsen Kermanshah, i den västra delen av landet, 500 km väster om huvudstaden Teheran. Bārīkeh-ye Şādeqī ligger 1 280 meter över havet och antalet invånare är 209.
Terrängen runt Bārīkeh-ye Şādeqī är kuperad åt sydost, men åt nordväst är den platt. Bārīkeh-ye Şādeqī ligger nere i en dal.Runt Bārīkeh-ye Şādeqī är det ganska tätbefolkat, med 60 invånare per kvadratkilometer. Närmaste större samhälle är Ḩomeyl, 6,1 km norr om Bārīkeh-ye Şādeqī. Trakten runt Bārīkeh-ye Şādeqī består till största delen av jordbruksmark.